# Пальяйш (Транкозу)
Пальяйш (порт. Palhais) — район (фрегезия) в Португалии, входит в округ Гуарда. Является составной частью муниципалитета Транкозу. По старому административному делению входил в провинцию Бейра-Алта. Входит в экономико-статистический субрегион Бейра-Интериор-Норте, который входит в Центральный регион. Население составляет 187 человек на 2001 год. Занимает площадь 4,23 км².
Покровителем района считается Антоний Падуанский (порт. Santo Antonio).